# أوتو فون براندنستاين
أوتو فون براندنستاين (بالألمانية: Otto von Brandenstein)، من مواليد 21 أكتوبر 1865، وتوفي بتاريخ 8 مايو 1945، انضم إلى جيش بروسيا عام 1886، وأثناء الحرب العالمية الأولى، خدم براندنشتاين في الجبهة الغربية كضابط أركان تحت قيادة القائدان غوستاف فرايهر فون هولين وإيبرهارد فون كليز.